# Fuchsia dependens
Fuchsia dependens är en dunörtsväxtart som beskrevs av William Jackson Hooker. Fuchsia dependens ingår i släktet fuchsior, och familjen dunörtsväxter. Inga underarter finns listade i Catalogue of Life.